# Beru Czientse Rinpocze
Beru Czientse Rinpocze (alternatywna forma zapisu w języku polskim: Beru Khjentse Rinpocze; ur. 1947 w Tybecie) – mistrz buddyzmu tybetańskiego, dzierżawca szkoły Karma Kagyu. Jest jednym z niewielu współczesnych lamów udzielających publicznych inicjacji Kalaczakry. Jest także ojcem IV Dziamgona Kongtrula Migjur Drakpa Senge Rinpocze.

## Linia Beru Czientse
Dziamjang Czientse Łangpo (1820–1892) był jednym z największych wizjonerów buddyzmu tybetańskiego, jednym z inicjatorów ruchu rime. Po jego śmierci zostało rozpoznanych kilka emanacji tego mistrza, a emanacją jego mowy był I Beru Czientse Rinpocze (1896–1945) Karma Dziamjang Czientse Ozer, syn króla Beru Gönpo Düdula w Kham we Wschodnim Tybecie. Tulku został intronizowany w klasztorze Palpung będącym klasztorem szkoły Karma Kagyu, a po zakończeniu formalnej edukacji zaczął sam udzielać nauk. Jego uczniowie pochodzili ze wszystkich czterech szkół buddyzmu tybetańskiego. W ramach szkoły Karma Kagyu, której I Beru Czientse został ważnym hierarchą, jego uczniami byli m.in.: XV Karmapa (Karmapa był jednocześnie guru dla Beru Czientse), Pało Rinpocze, Kalu Rinpocze, Khandro Ordzien Tsomo (żona XV Karmapy).

## Aktywność II Beru Czientse
II Beru Czientse urodził się w Centralnym Tybecie w 1947. Będąc młodym mnichem, został rozpoznany jako tulku i intronizowany przez XVI Karmapę w 1955. Siedzibą młodego Rinpocze został klasztor Nangczen. W wieku 13 lat poprowadził swoich mnichów i uczniów na uchodźstwo do Indii, gdzie w Mainpat założył klasztor i ośrodek odosobnieniowy.
Rinpocze ukończył formalną edukację pod kierunkiem takich mistrzów, jak: Dzongsar Khenpo Czime Rinpocze, Kjabdzie Kalu Rinpoche, XVI Karmapa, Sakja Trizin Rinpocze oraz Dilgo Khyentse Rinpocze. Po zakończeniu tradycyjnego czteroletniego odosobnienia Rinpocze założył klasztory w Bodhgaja (Indie) oraz w Katmandu (Nepal), a także odnowił swoją siedzibę Nangczen w Tybecie, gdzie obok klasztoru męskiego powstał również klasztor żeński oraz szkoła i ośrodek odosobnieniowy. Rinpocze odbudował też klasztor szkoły Sakja, Njenthang Taszigang, znajdujący się w pobliżu jego miejsca narodzin. Ponadto jest fundatorem Tharjay Charitable Foundation, organizacji, która wspiera budowę mostów, szkół i ośrodków zdrowia we Wschodnim Tybecie.
W ciągu ostatnich trzydziestu lat Beru Czientse Rinpocze wiele podróżował, udzielając nauk i inicjacji na całym świecie, chociaż szczególnie znany jest w Azji Południowo-Wschodniej i na Antypodach. Odwiedził takie kraje, jak Australia, Nowa Zelandia, Malezja, Singapur, Tajlandia, Indonezja, Hongkong, Filipiny, Tajwan, Chiny, Bhutan, Indie, Nepal oraz wiele krajów w Europie i w obu Amerykach.
W sporze dotyczącym XVII Karmapy przyjął stanowisko uznające obie kandydatury. Przyczyniło się to do próby przejęcia nowozelandzkich ośrodków Beru Czientse przez ludzi związanych ze stronnictwem Tai Situ Rinpocze, którzy zażądali od Rinpocze, aby zaakceptował wyłącznie ich kandydata na tron Karmapy. Spór został rozstrzygnięty w roku 2005 przez Sąd Najwyższy w Auckland na korzyść Beru Czientse Rinpocze.
W Polsce Rinpocze był trzykrotnie, pierwszy raz w 1984 odwiedził Kraków oraz ośrodek buddyjski w Kucharach, a w 1989 przyjechał do Warszawy. W maju 2009, po wieloletniej nieobecności, wraz z IV  Dziamgonem Kongtrulem Migjur Drakpa Senge Rinpocze, odwiedził ponownie Europę i udzielił inicjacji Kalaczakry w hiszpańskim ośrodku buddyjskim Karma Guen, założonym przez lamę Ole Nydahla. Trzecia wizyta w Polsce miała miejsce w 2016 w Warszawie.